# Unterach am Attersee
Unterach am Attersee é um município da Áustria localizado no distrito de Vöcklabruck, no estado de Alta Áustria. No século anterior, Unterach foi chamado "Pequena Veneza" por causa da sua localização entre dois lagos. O próprio nome "Untraha" significa "Zwischenwasser" (entre a água). A primeira vez que o nome foi mencionado foi durante a fundação do claustro Mondsee em 748. Em 990, foi construída a primeira igreja e até ao século XIX, a única via de comunicação com Unterach era pelo lago. Em 1872, Matthäus Much descoberto construções no lago da idade da pedra, em See am Mondsee (uma localidade de Unterach).